# Taunusanlage 8
Taunusanlage 8 (auch bekannt als T8) ist ein 68 Meter hohes Hochhaus im Bahnhofsviertel von Frankfurt am Main.

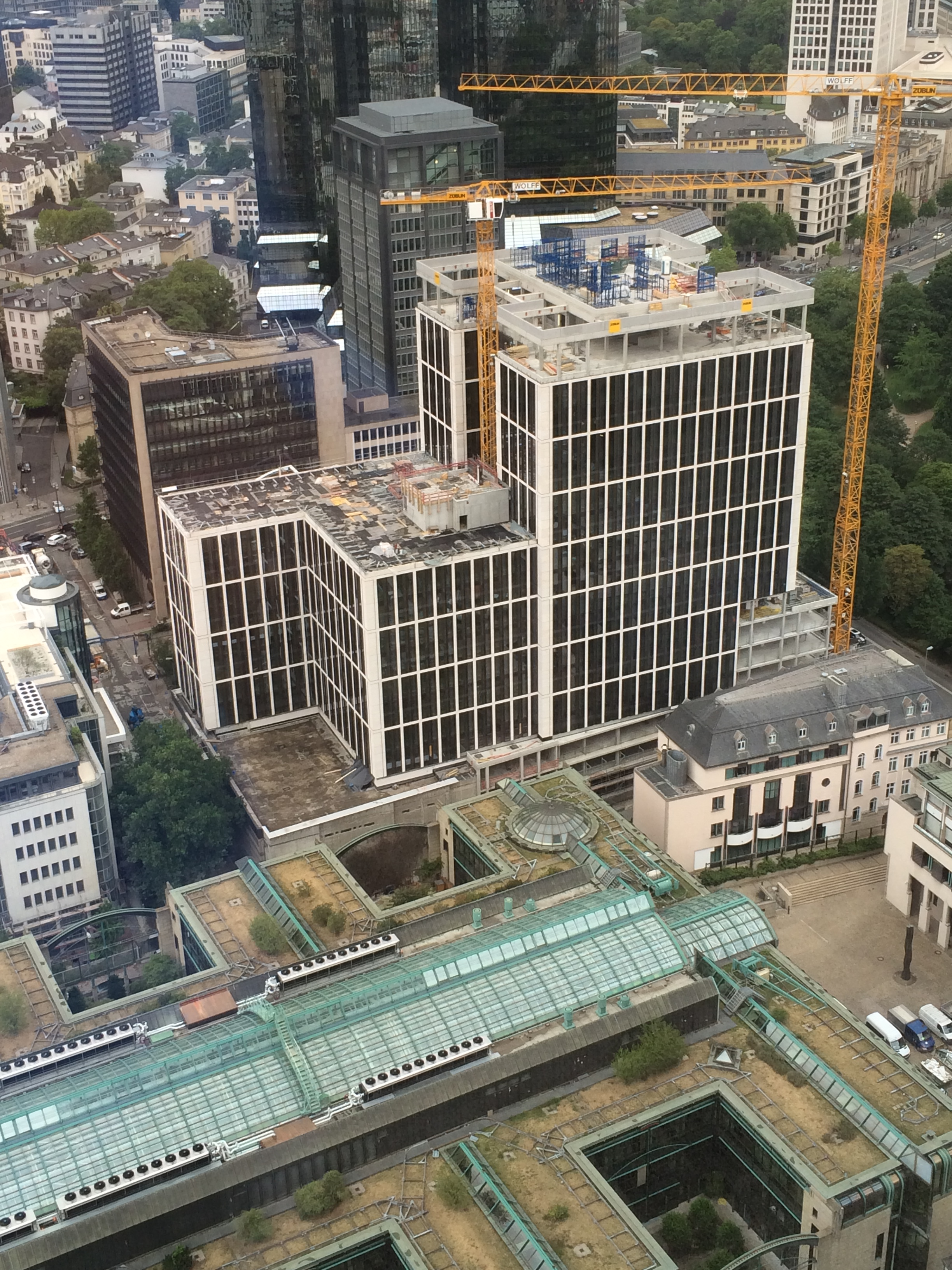
Taunusanlage 8 im Bau (Juli 2015)

## Lage
Das Grundstück Taunusanlage 8 befindet sich an den Frankfurter Wallanlagen, einer ringförmigen Grünanlage um die Innenstadt, und ist Teil des Frankfurter Bankenviertels. Es gehörte zu den ersten Grundstücken, die nach den Zerstörungen im Zweiten Weltkrieg wieder bebaut wurden. Bis zum Jahr 2013 bildeten vier Gebäude den Gesamtkomplex Taunusanlage 8, darunter auch ein Umspannwerk des regionalen Energieversorgers Mainova. Während die anderen Gebäude abgerissen wurden, blieb das Umspannwerk erhalten und wurde teilweise mit dem neuen Hochhaus überbaut.

## Planungsgeschichte
2008 zog mit der Aareal Bank der letzte Mieter aus dem alten Gebäudekomplex aus. Im Juli 2010 stellte der Grundstückseigentümer, die Credit Suisse Asset Management Immobilien, eine Tochtergesellschaft der Credit Suisse, Pläne für ein rund 60 Meter hohes Hochhaus vor. Bei einem Architekturwettbewerb wurden die Entwürfe des Architekturbüros von Fritz Novotny sowie Schneider + Schumacher gleichberechtigt mit zweiten Preisen ausgezeichnet; im August 2010 wurde der überarbeitete Entwurf von Fritz Novotny ausgewählt und durch das Architekturbüro msm meyer schmitz-morkramer in der Ausführungsphase weiterentwickelt. Auf 17 Geschossen entstanden 29.163 m² Bruttogrundfläche, die Gesamthöhe beträgt 68 Meter. Zunächst hatte Credit Suisse den Bau eines etwa 150 Meter hohen Gebäudes erwogen, konnte sich damit allerdings nicht bei Frankfurts Planungsdezernent Edwin Schwarz (CDU) durchsetzen. Dieser begründete seine Entscheidung damit, dass ein wesentlich höherer Turm den städtebaulichen Maßstab an der Taunusanlage gesprengt hätte. Gleichwohl war auf den direkt angrenzenden Grundstücken Taunuslanlage 9 und 10 der Bau eines bis zu 210 Meter hohen Gebäudes (Projekt Marienturm) zulässig. Die Baugenehmigung wurde im Oktober 2012 erteilt.

## Baugeschichte
Nach dem Abbruch der Bestandsgebäude im Herbst 2013 wurde das Hochhaus bis Oktober 2016 für den offenen Immobilienfonds CS Euroreal errichtet. Schon im August 2016 bezog der Ankermieter, die Anwaltskanzlei Linklaters, 10.800 m² der Büroflächen. Im Juni 2017 wurde der Büroturm an die südkoreanische Mirae Asset Global Investments Co. verkauft.